# Црква Успења Пресвете Богородице у Црквенцу
Црква Успења Пресвете Богородице у Црквенцу, насељеном месту на територији општине Свилајнац, припада Епархији браничевској Српске православне цркве.